# Rejon wełykonowosiłkowski
Rejon wełykonowosiłkowski – jednostka administracyjna wchodząca w skład obwodu donieckiego Ukrainy.
Rejon utworzony w 1923, ma powierzchnię 1900 km² i liczy około 45 tysięcy mieszkańców. Siedzibą władz rejonu jest Wełyka Nowosiłka.
Na terenie rejonu znajdują się 1 osiedlowa rada i 16 silskich rad, obejmujących w sumie 51 wsi i 15 osad.